# Hanno-Łeontowyczewe
Hanno-Łeontowyczewe (ukr. Ганно-Леонтовичеве) – wieś na Ukrainie, w obwodzie kirowohradzkim, w rejonie kirowohradzkim, w hromadzie Ustyniwka. W 2001 liczyła 318 mieszkańców.